# دانشگاه گدانسک
دانشگاه گدانسک (لهستانی: Uniwersytet Gdański) یک دانشگاه دولتی تحقیقاتی است در گدانسک، لهستان. این دانشگاه مرکز مطالعات زبان کاشوبی است.

## نگارخانه

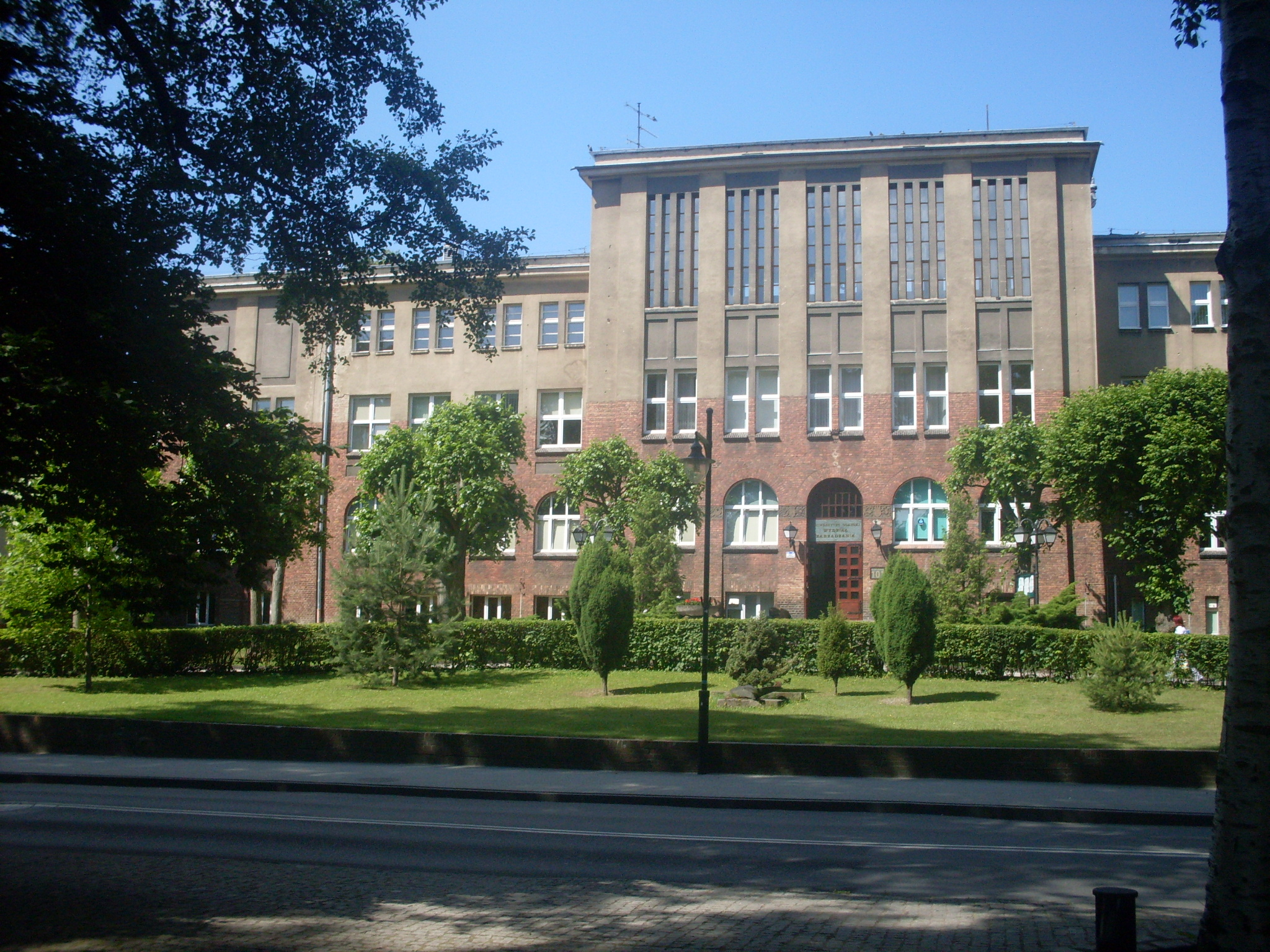
دانشکده مدیریت، دانشگاه گدانسک
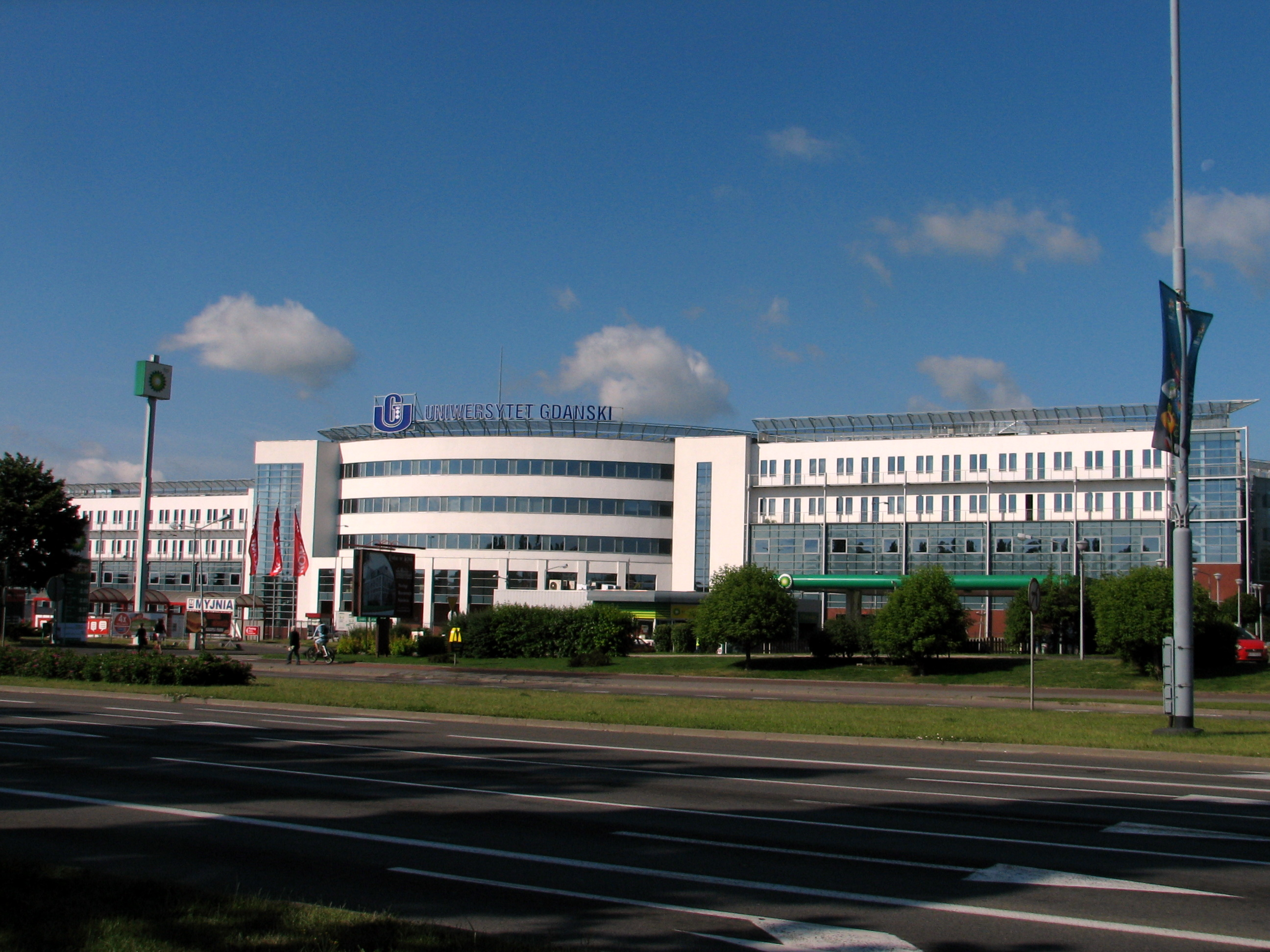
دانشکده علوم اجتماعی
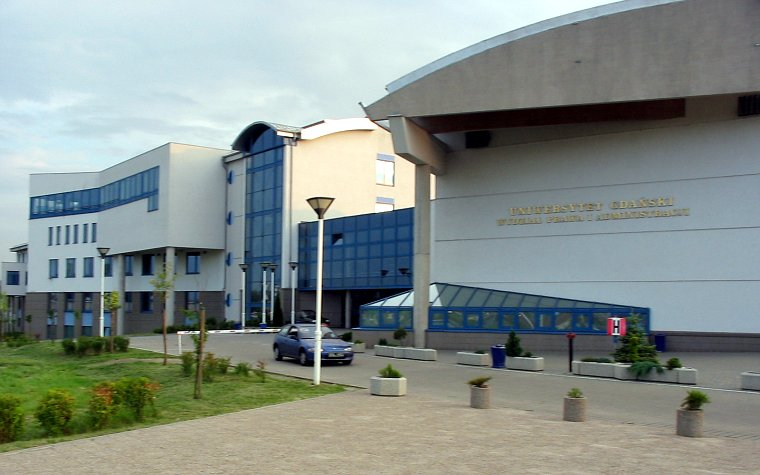
دانشکده دولت و حقوق
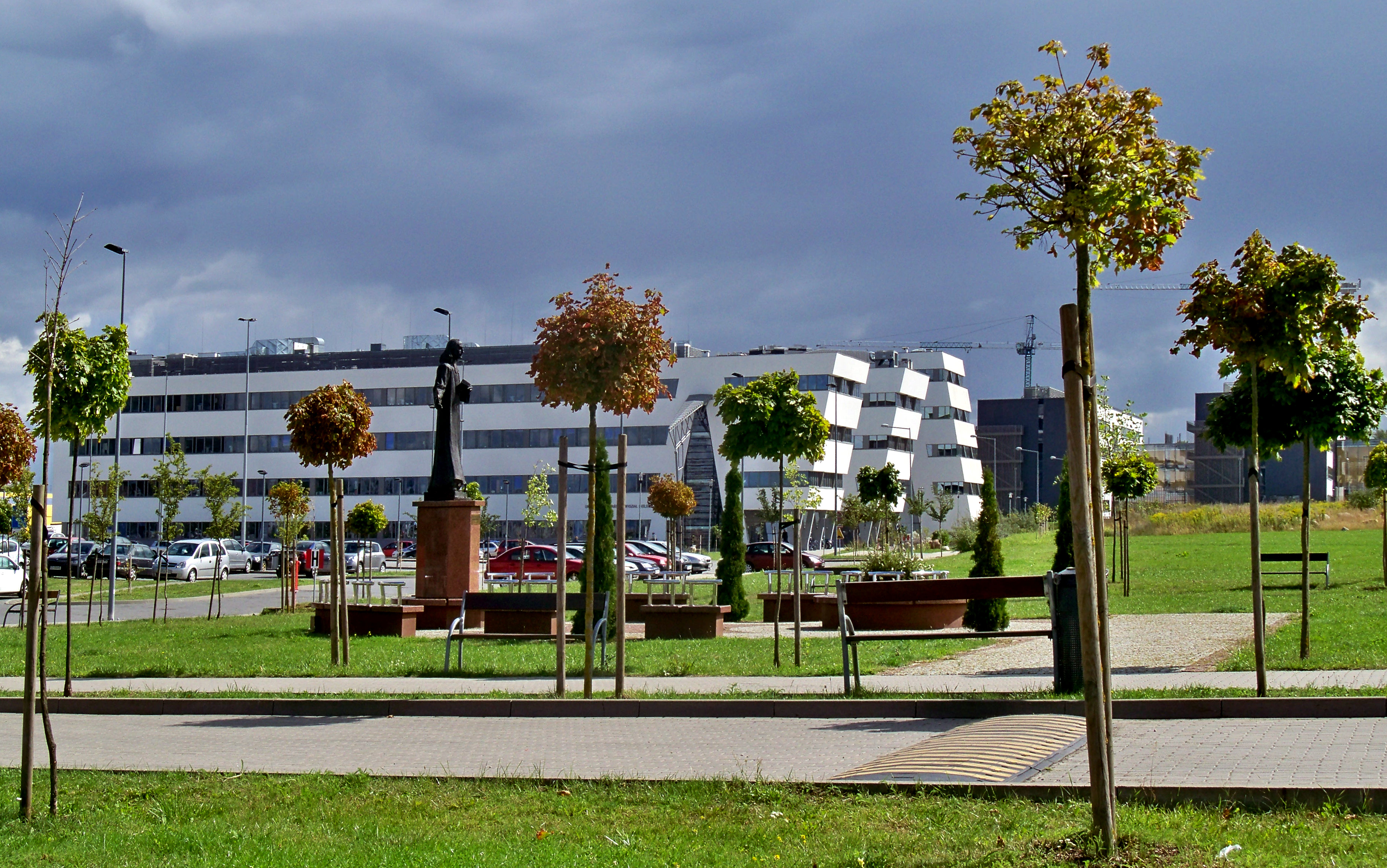
دانشکده بیولوژی
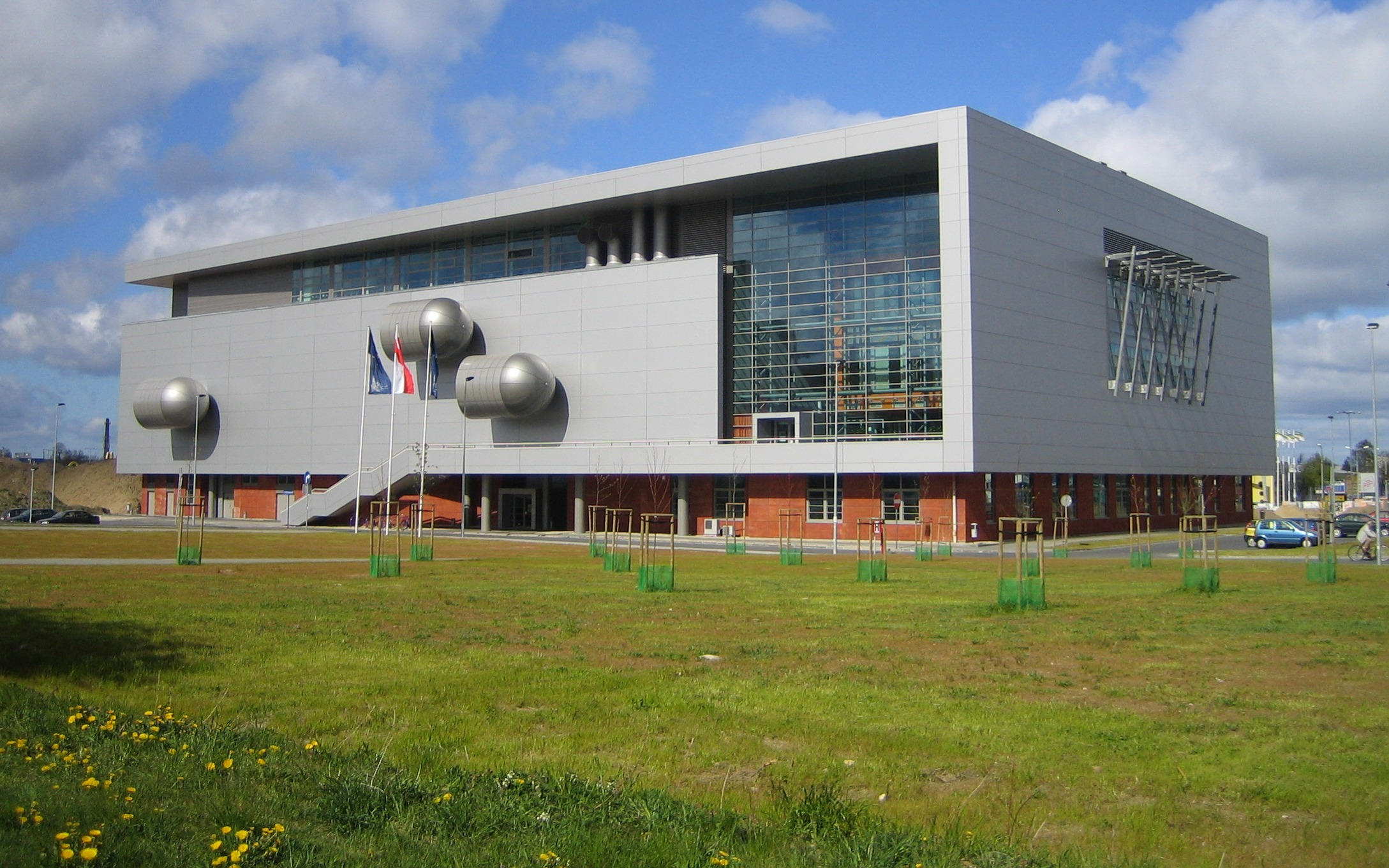
آزمایشگاه دانشگاه
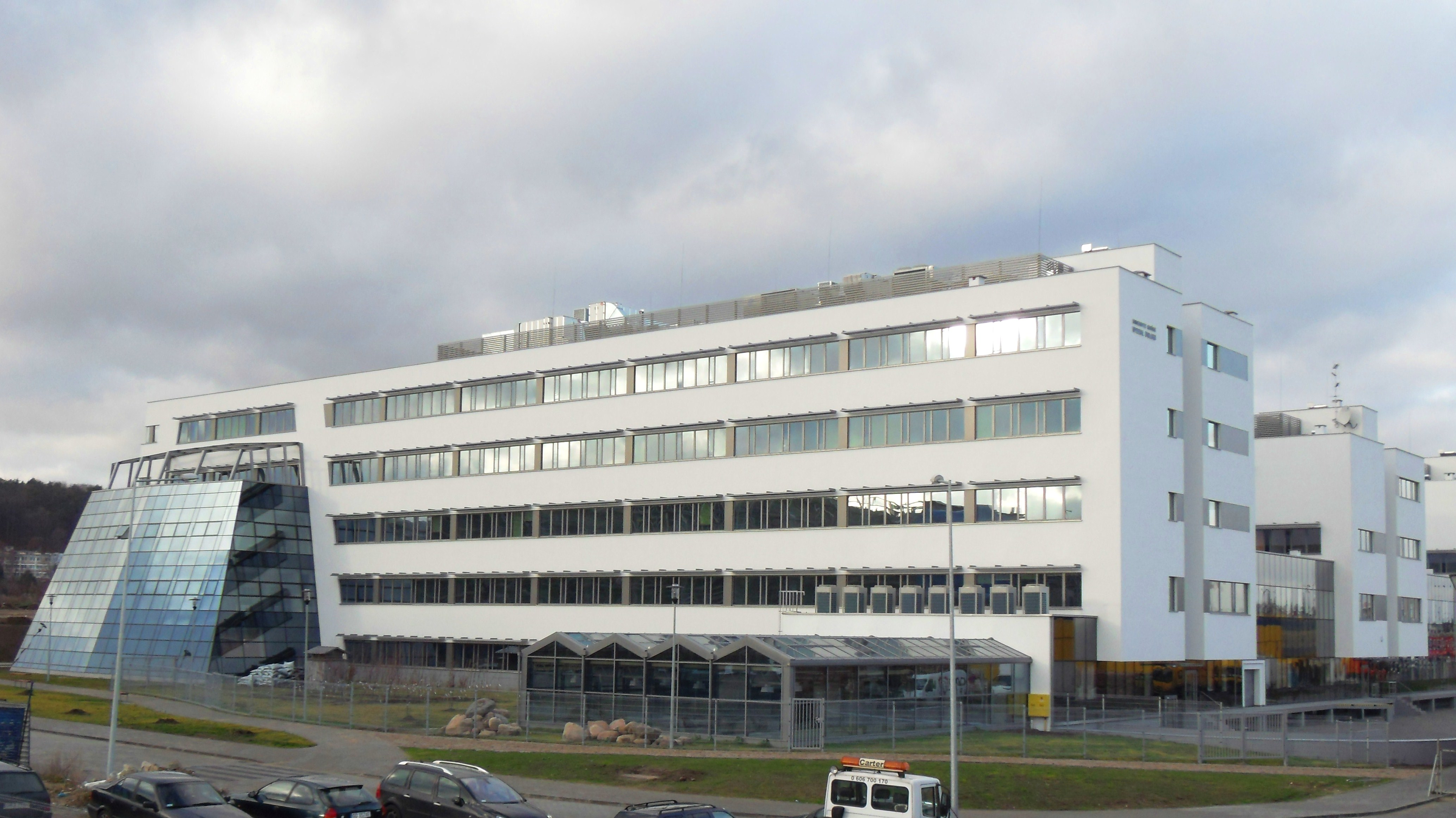
دانشکده بیولوژی
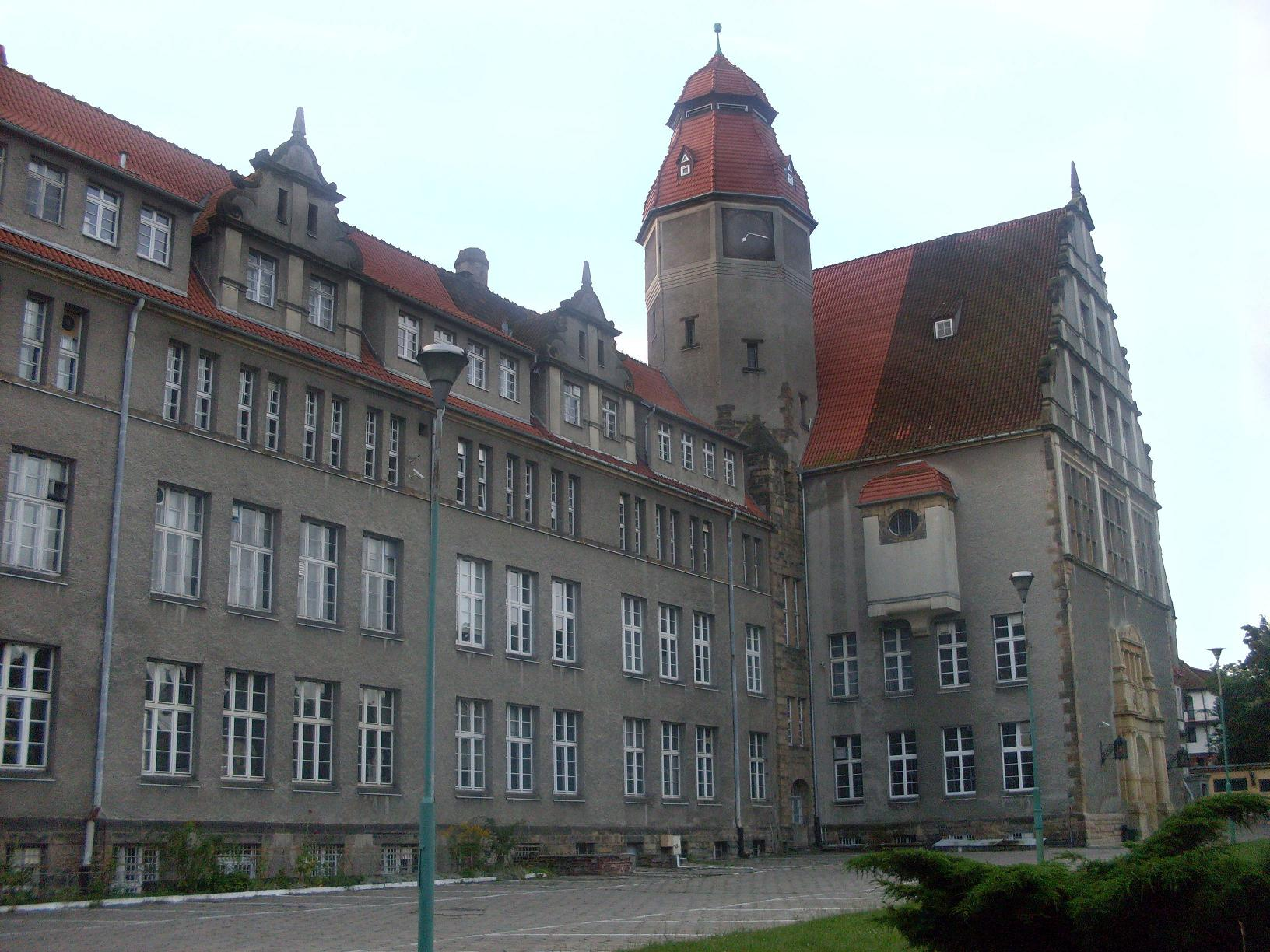
ساختمان تاریخی دانشکده شیمی
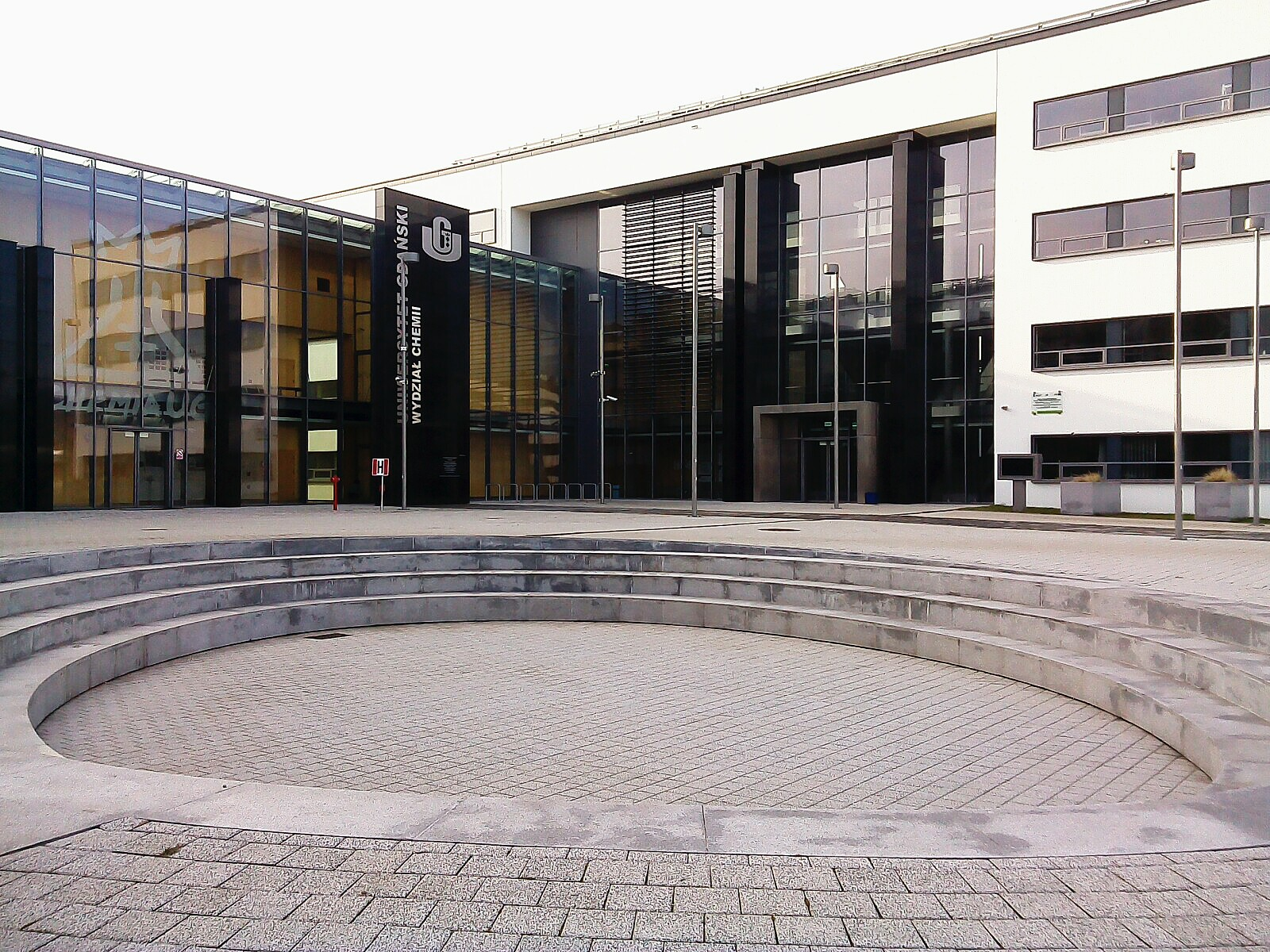
ساختمان جدیدی دانشکده شیمی
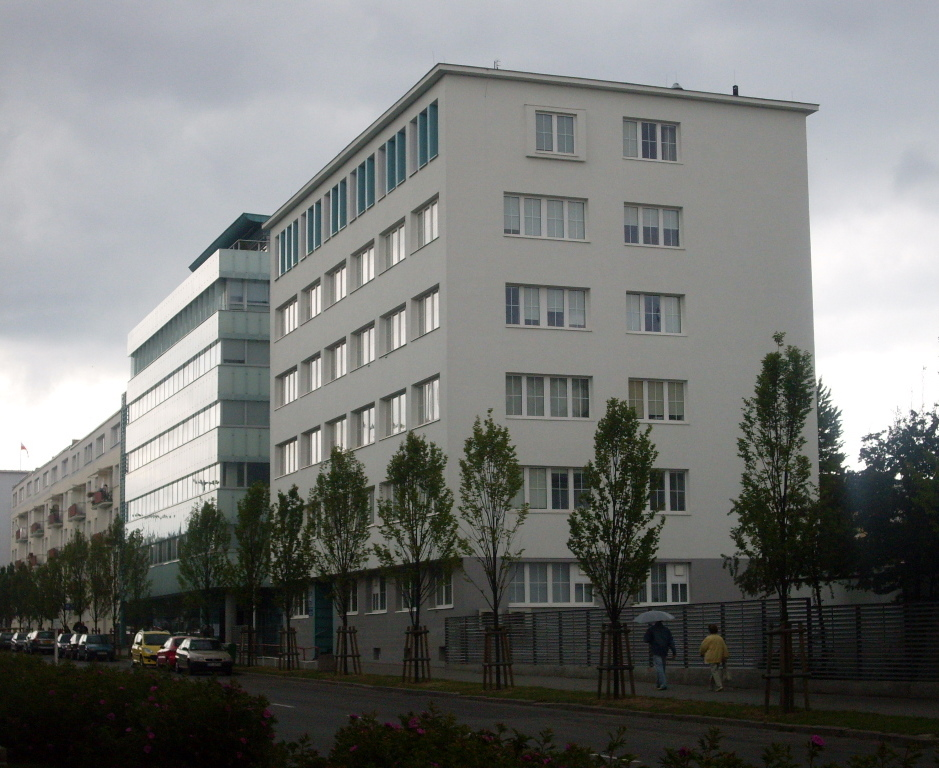
دانشکده جغرافیا و اقیانوس شناسی
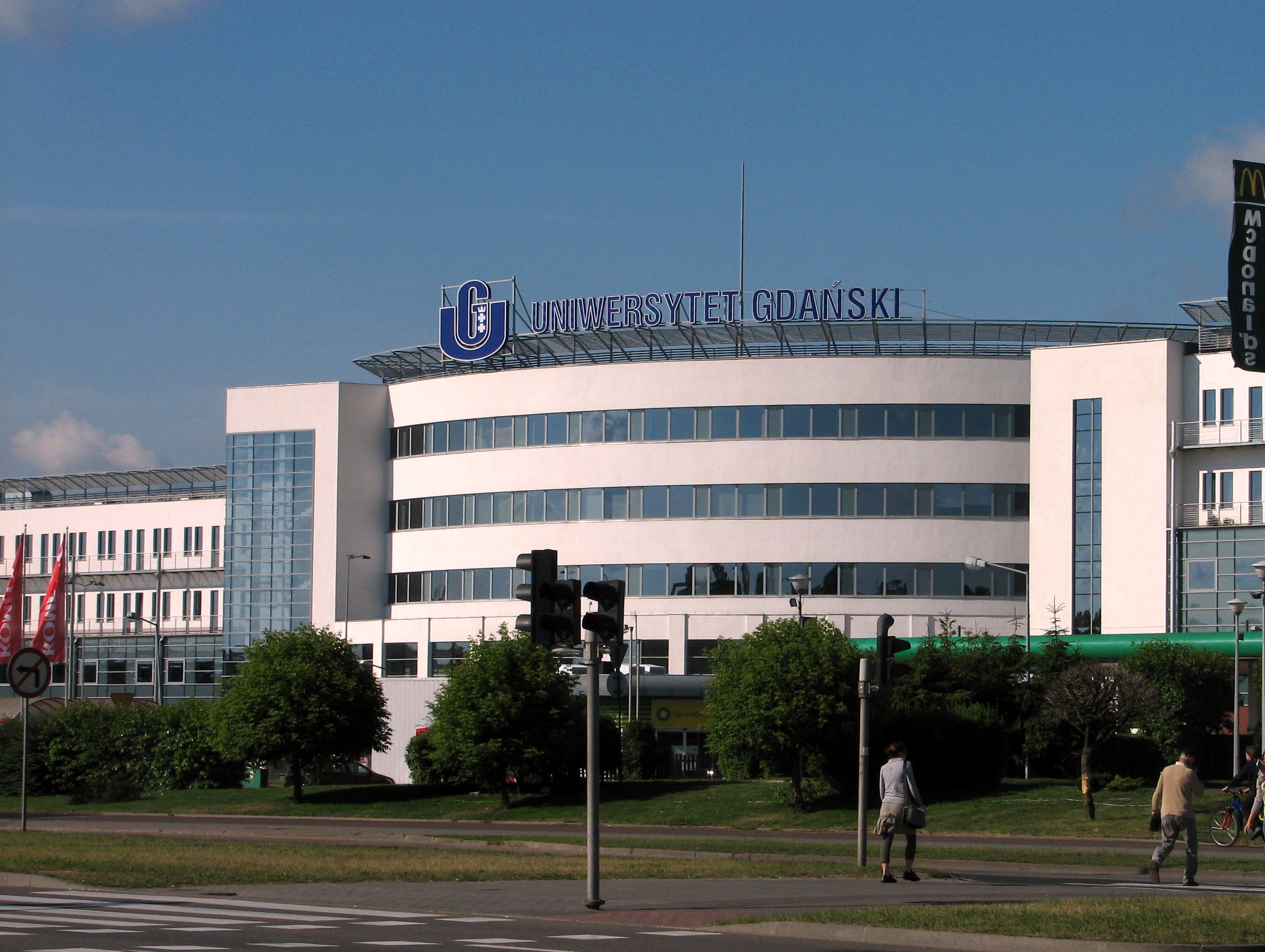
ساختمان دانشکده علوم اجتماعی